# Minona heronensis
Minona heronensis är en plattmaskart som beskrevs av Curini-Galletti 1996. Minona heronensis ingår i släktet Minona och familjen Monocelididae.
Artens utbredningsområde är Indiska oceanen. Inga underarter finns listade i Catalogue of Life.